# Ficus pyriformis
Ficus pyriformis là một loài thực vật có hoa trong họ Moraceae. Loài này được Hook. & Arn. mô tả khoa học đầu tiên năm 1837.